# Vittorio Caprioli
Vittorio Caprioli (Napoli, 15 agosto 1921 – Napoli, 2 ottobre 1989) è stato un attore, regista, sceneggiatore e cabarettista italiano.

## Biografia
Diplomatosi all'Accademia nazionale d'arte drammatica di Roma, esordì nel 1942 nella compagnia Carli-Racca, approdando nel 1948 al Piccolo di Milano, dove sotto la direzione di Strehler prese parte a La tempesta di Shakespeare. Dal 1945 cominciò la sua collaborazione con la Rai, spesso insieme a Luciano Salce, realizzando programmi di rivista e varietà. All'inizio del 1950, viene scritturato accanto a Alberto Bonucci e Gianni Cajafa per l'opera teatrale musicale di Carosello napoletano, diretto da Ettore Giannini: tre anni dopo sarà portata anche sul grande schermo.

Luciano Salce e Vittorio Caprioli negli studi Rai durante le prove de Il vostro principe azzurro (1956)

Interprete duttile e versatile, nel 1950 fondò, con Alberto Bonucci e Franca Valeri (che fu anche sua moglie dal 1960 al 1974, anno in cui divorziarono) il Teatro dei Gobbi, che proponeva un tipo di spettacolo sottilmente satirico, fatto di gag sornione e di battute mordaci, totalmente privo di testi scritti, protagonista anche alla radio di trasmissioni come Lo Schiaccianoci (1952), Le donne di James Thurber (1953, a cura di La Capria, realizzazione di Giagni) e Courteline all'italiana (1954, regia di Mondolfo). Con la Valeri e Salce nel 1955 scrisse e interpretò La zuccheriera, trasmissione realizzata sia in edizione italiana sia francese per il Premio Italia.
Passò poi al cinema come attore caratterista e anche come regista (Leoni al sole, 1961; Parigi o cara, 1962; Splendori e miserie di Madame Royale, 1970), lasciandosi tentare occasionalmente dalla televisione, in cui cominciò la carriera nel 1959 con la partecipazione al varietà Le divine e l'interpretazione de Il borghese e il gentiluomo, ma non riuscì mai ad amare veramente il piccolo schermo ("Soffro più che altro per l'assenza del pubblico, che considero parte integrante e insostituibile dello spettacolo cui partecipo"). Negli anni sessanta recitò in Idillio villereccio, per la regia di Falqui, e nel 1972 si lasciò tentare da un varietà televisivo, da lui scritto e interpretato, Una serata con Vittorio Caprioli.
Continuò comunque a frequentare i microfoni radiofonici, soprattutto per trasmissioni di prosa come La bugiarda di Fabbri (1975, regia di Camilleri) e I parenti terribili di Cocteau (1986, regia di Sandro Rossi), ma interpretando anche Le interviste impossibili (Ippocrate di Carpi e Plinio il Vecchio di Malerba, entrambe del 1975) e presentando alcune rubriche, tra cui L'intercettatore (1980). Sempre nel 1980 scrisse e mise in scena Io e la televisione, un lavoro che aveva come argomento proprio la TV come inadeguata risposta al "bisogno di comunicare di chi è solo e disperato", mentre nel 1987 ancora sul piccolo schermo fu protagonista e regista della commedia di Honoré de Balzac Mercadet il faccendiere. Sempre nel 1987 Caprioli interpreta Don Vincenzo nel film Capriccio di Tinto Brass. Negli ultimi anni tornò alla prosa interpretando, fra gli altri, Don Marzio nella Bottega del caffè di Goldoni, I ragazzi irresistibili di Neil Simon in coppia con Mario Carotenuto e il Capocomico nei Sei personaggi in cerca d'autore di Pirandello.
Durante le prove dell'allestimento di Napoli milionaria!, chiamato a essere il primo interprete dopo la morte di Eduardo De Filippo, morì improvvisamente all'età di 68 anni, in una camera di un hotel sul lungomare di Napoli, sua città natale, a causa di un attacco cardiaco.

## Vita privata
Fu sposato dal 1960 al 1974 con la collega Franca Valeri dalla quale divorziò.
Sposò in seguito la psicologa Virginia Antonioli, con cui ebbe un figlio, Carlo Caprioli, anch'egli attore.

## Filmografia

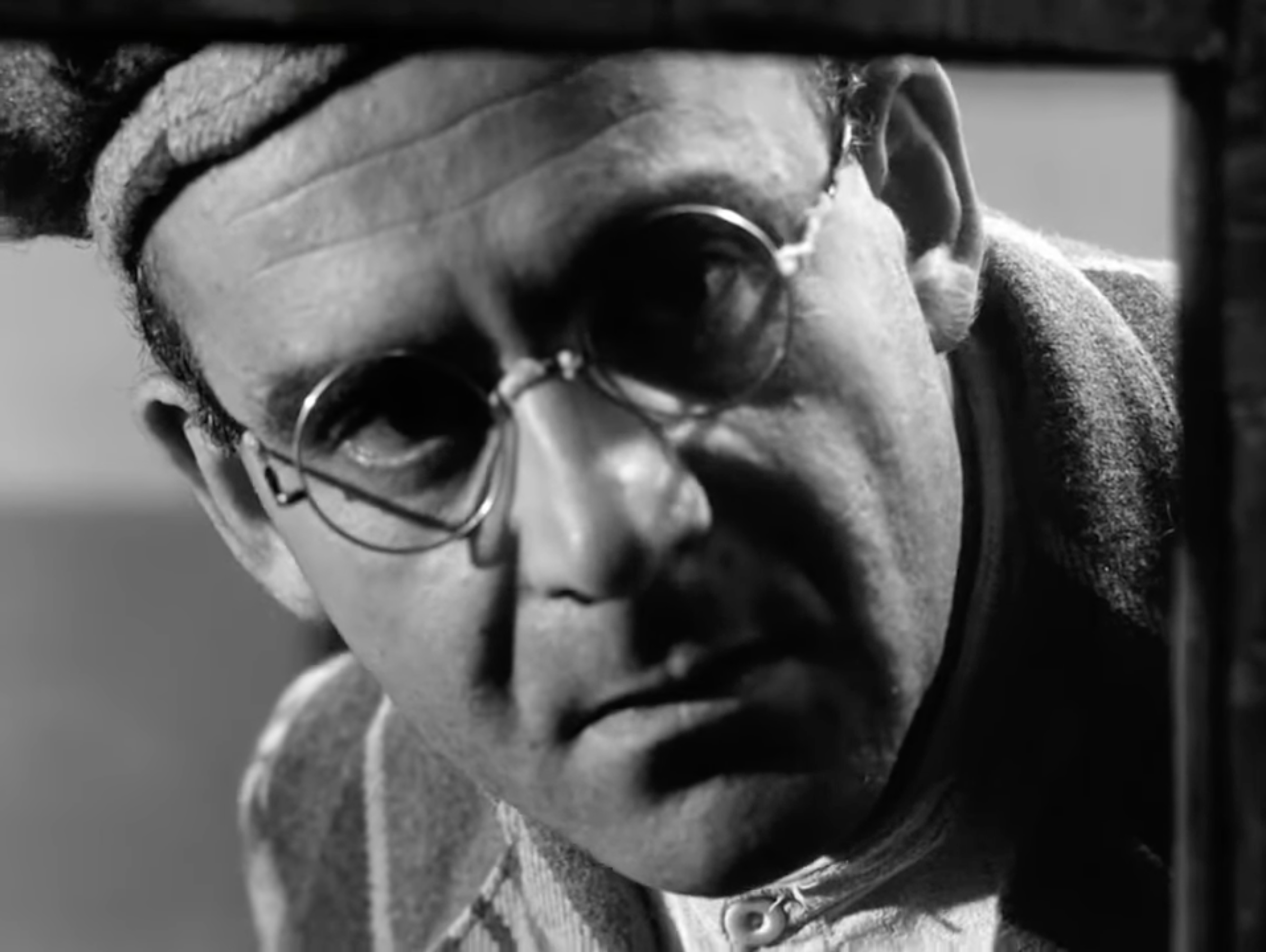
Vittorio Caprioli ne Il generale Della Rovere (1959)

### Attore
- O sole mio, regia di Giacomo Gentilomo (1946)
- Manù il contrabbandiere, regia di Lucio De Caro (1947)
- Luci del varietà, regia di Alberto Lattuada e Federico Fellini (1950)
- Parigi è sempre Parigi, regia di Luciano Emmer (1951)
- Atollo K (Atoll K), regia di Léo Joannon (1951)
- Altri tempi - Zibaldone n. 1, epis. Il processo di Frine, regia di Alessandro Blasetti (1952)
- Totò a colori, regia di Steno (1952)
- Solo per te Lucia, regia di Franco Rossi (1952)
- Marito e moglie, regia di Eduardo De Filippo (1952)
- Febbre di vivere, regia di Claudio Gora (1953)
- Villa Borghese, regia di Gianni Franciolini (1953)
- Carosello napoletano, regia di Ettore Giannini (1953)
- Tempi nostri - Zibaldone n. 2, regia di Alessandro Blasetti (1954)
- Buonanotte... avvocato!, regia di Giorgio Bianchi (1955)
- La legge, regia di Jules Dassin (1958)
- Zazie nel metrò, regia di Louis Malle (1959)
- Il generale Della Rovere, regia di Roberto Rossellini (1959)
- Arrangiatevi!, regia di Mauro Bolognini (1959)
- Cinque ore in contanti, regia di Mario Zampi (1960)
- Tra due donne, regia di László Benedek (1960)
- A porte chiuse, regia di Dino Risi (1961)
- Leoni al sole, regia di Vittorio Caprioli (1961)
- Il giorno più corto, regia di Sergio Corbucci (1962)
- I giorni contati, regia di Elio Petri (1962)
- Parigi o cara, regia di Vittorio Caprioli (1962)
- Desideri nel sole (Adieu Philippine), regia di Jacques Rozier (1962)
- I maniaci, regia di Lucio Fulci (1964)
- Le voci bianche, regia di Massimo Franciosa e Pasquale Festa Campanile (1964)
- La donna è una cosa meravigliosa, regia di Mauro Bolognini (1964)
- Amore facile, episodio Il vedovo bianco, regia di Gianni Puccini (1964)
- Amore facile, regia di Gianni Puccini (1964)
- Una vergine per il principe, regia di Pasquale Festa Campanile (1965)
- Io, io, io... e gli altri, regia di Alessandro Blasetti (1965)
- La violenza e l'amore regia di Adimaro Sala (1965)
- Ischia operazione amore, regia di Vittorio Sala (1966)
- Adulterio all'italiana, regia di Pasquale Festa Campanile (1966)
- Il marito è mio e l'ammazzo quando mi pare, regia di Pasquale Festa Campanile (1966)
- La ragazza del bersagliere, regia di Alessandro Blasetti (1967)
- Bersaglio mobile, regia di Sergio Corbucci (1967)
- Le dolci signore, regia di Luigi Zampa (1967)
- Come imparai ad amare le donne, regia di Luciano Salce (1967)
- Assicurasi vergine, regia di Giorgio Bianchi (1967)
- La matriarca, regia di Pasquale Festa Campanile (1968)
- Metti, una sera a cena, regia di Giuseppe Patroni Griffi (1969)
- Splendori e miserie di Madame Royale, regia di Vittorio Caprioli (1970)
- Nel giorno del Signore, regia di Bruno Corbucci (1970)
- Tre donne: L'automobile, regia di Alfredo Giannetti (1971)
- Trastevere, regia di Fausto Tozzi (1971)
- Roma bene, regia di Carlo Lizzani (1971)
- Er più - Storia d'amore e di coltello, regia di Sergio Corbucci (1971)
- Ettore lo fusto, regia di Enzo G. Castellari (1971)
- Quando gli uomini armarono la clava e... con le donne fecero din don, regia di Bruno Corbucci (1971)
- Crepa padrone, tutto va bene, regia di Jean Pierre Gorin e Jean-Luc Godard (1972)
- Una giornata spesa bene, regia di Jean-Louis Trintignant (1972)
- Poppea... una prostituta al servizio dell'impero, regia di Alfonso Brescia (1972)
- Il boss, regia di Fernando Di Leo (1972)
- Anche se volessi lavorare, che faccio?, regia di Flavio Mogherini (1972)
- Io e lui, regia di Luciano Salce (1973)
- Giovannona Coscialunga disonorata con onore, regia di Sergio Martino (1973)
- Paolo il caldo, regia di Marco Vicario (1973)
- Quando le donne si chiamavano madonne, regia di Aldo Grimaldi (1973)
- La colonna infame, regia di Nelo Risi (1973)
- Società a responsabilità molto limitata, regia di Paolo Bianchini (1973)
- Come si distrugge la reputazione del più grande agente segreto del mondo, regia di Philippe de Broca (1974)
- Innocenza e turbamento, regia di Massimo Dallamano (1974)
- Di mamma non ce n'è una sola, regia di Alfredo Giannetti (1974)
- Il poliziotto è marcio, regia di Fernando Di Leo (1974)
- L'erotomane, regia di Marco Vicario (1974)
- La governante, regia di Giovanni Grimaldi (1974)
- Ci son dentro fino al collo..., regia di Claude Zidi (1974)
- L'ammazzatina, regia di Ignazio Dolce (1974)
- La città sconvolta: caccia spietata ai rapitori, regia di Fernando Di Leo (1975)
- Un letto in società, regia di Michel Boisrond (1975)
- Il messia, regia di Roberto Rossellini (1975)
- I baroni, regia di Gian Paolo Lomi (1975)
- L'insegnante, regia di Nando Cicero (1975)
- L'affittacamere, regia di Mariano Laurenti (1976)
- I soliti ignoti colpiscono ancora - E una banca rapinammo per fatal combinazion (Ab morgen sind wir reich und ehrlich), regia di Franz Antel (1976)
- I padroni della città, regia di Fernando Di Leo (1976)
- L'ala o la coscia?, regia di Claude Zidi (1976)
- Le Trouble-fesses, regia di Raoul Foulon (1976)
- La presidentessa, regia di Luciano Salce (1977)
- Messalina, Messalina!, regia di Bruno Corbucci (1977)
- Grazie tante arrivederci, regia di Mauro Ivaldi (1977)
- Maschio latino... cercasi, regia di Gianni Narzisi (1977)
- Diamanti sporchi di sangue, regia di Fernando Di Leo (1978)
- Avere vent'anni, regia di Fernando Di Leo (1978)
- Il malato immaginario, regia di Tonino Cervi (1979)
- Café Express, regia di Nanni Loy (1980)
- La tragedia di un uomo ridicolo, regia di Bernardo Bertolucci (1981)
- Prima che sia troppo presto, regia di Enzo De Caro (1981)
- Più bello di così si muore, regia di Pasquale Festa Campanile (1982)
- La specialità della casa, regia di Augusto Zucchi (1982)
- Il petomane, regia di Pasquale Festa Campanile (1983)
- Cenerentola '80, regia di Roberto Malenotti (1983)
- Stangata napoletana, regia di Vittorio Caprioli (1983)
- Uno scandalo perbene, regia di Pasquale Festa Campanile (1984)
- Roba da ricchi, regia di Sergio Corbucci (1987)
- I picari, regia di Mario Monicelli (1987)
- Capriccio, regia di Tinto Brass (1987)
- Una botta di vita, regia di Enrico Oldoini (1988)
- Tutta colpa della SIP, regia di Gianfranco Bullo (1988)
- La posta in gioco, regia di Sergio Nasca (1988)
- L'ultima scena, regia di Nino Russo (1989)
- Il male oscuro, regia di Mario Monicelli (1989)

### Regista e sceneggiatore
- Leoni al sole (1961)
- Parigi o cara (1962)
- I cuori infranti, episodio La manina di Fatma (1963)
- Scusi, facciamo l'amore? (1968)
- Splendori e miserie di Madame Royale (1970)
- Vieni, vieni amore mio (1975)
- Stangata napoletana (1983)

### Doppiatore
- Francesco Golisano in Un ladro in paradiso
- Lino Ventura in Joe Valachi - I segreti di Cosa Nostra
- Michel Piccoli in Salto nel vuoto
- Richard Foronjy in C'era una volta in America (doppiaggio originale)

### Programmi radiofonici Eiar
- Un cappello di paglia di Firenze, commedia musicale di E. Labiche, regia di Nino Meloni, trasmessa il 24 aprile 1943

## Doppiatori italiani
- Stefano Sibaldi in Febbre di vivere, Il marito è mio e l'ammazzo quando mi pare
- Aldo Giuffré in A porte chiuse
- Carlo Romano in Bersaglio mobile
- Ferruccio Amendola in Il Messia

## Programmi radiofonici Rai
- Diario di una ragazza delusa, piccola rivista di Luciano Salce e Vittorio Caprioli, regia Franco Rossi, trasmessa il 27 novembre 1945.
- Chi li ha visti?, con Franca Valeri, Vittorio Caprioli e Luciano Salce (Secondo Programma Rai,1954)
- Courteline all'italiana, con Franca Valeri, Vittorio Caprioli, Alberto Bonucci (Secondo Programma Rai, lunedì 11 gennaio e lunedì 1º Marzo 1954)
- Le donne di James Thurger, a cura di Raffaele La Capria, regia di Gian Domenico Giagni, (trasmessa il 27 gennaio 1954, il 6 maggio 1954 e il 10 agosto 1956)
- La zuccheriera, con Franca Valeri, Vittorio Caprioli e Luciano Salce (trasmessa sul Secondo Programma Rai lunedì 31 ottobre 1955)
- Piramo e Tisbe (Atti unici di Henry James), con Franca Valeri e Vittorio Caprioli (Terzo Programma Rai, 14 agosto 1957)
- Sulle spiagge della luna di Luciano Salce, trasmessa il sabato nel 1957.
- Il fiore all'occhiello, con Franca Valeri, Vittorio Caprioli, regìa di Riccardo Mantoni (Secondo Programma Rai, trasmessa di venerdì sera nel 1958)
- Cabaret Parigino 1960, con - tra gli altri - Franca Valeri, Vittorio Caprioli, Alberto Bonucci, regìa di Luciano Mondolfo (2° Programma Rai, 1960)

### Televisione
In televisione Vittorio Caprioli partecipò ad alcuni episodi della rubrica pubblicitaria televisiva Carosello: nel 1962 pubblicizzò con Mimmo Craig l'olio Sasso; nel 1965 diresse gli sketch che pubblicizzavano l'olio Topazio della Chiari & Forti; nel 1974 partecipò a una serie di sketch per i cioccolatini Perugina e negli anni 1965 e 1967 partecipò come attore agli sketch che pubblicizzavano le macchine fotocopiatrici della Rank Xerox. L'11 marzo 1972 partecipa alla prima puntata del programma della Rai Teatro 10, in cui parla della sua partecipazione alla commissione selezionatrice del Festival di Sanremo e canta un brano in chiave comica, imitando un bizzarro cantante brasiliano. Nel 1982 interpreta il personaggio di Sbirro, l'ambiguo ristoratore protagonista dell'episodio 3x5 della serie Il fascino dell'insolito dal titolo "La specialità della casa", tratto dall'omonimo racconto di Stanley Ellin.